# Warcraft - L'inizio
Warcraft - L'inizio (Warcraft) è un film del 2016 diretto da Duncan Jones. È ambientato nell'universo di Warcraft, creato da Blizzard Entertainment, ed è l'adattamento cinematografico di Warcraft: Orcs & Humans, videogioco del 1994 e primo della saga di Warcraft.

## Trama
Draenor è un mondo ormai morente. L'Orco stregone dalla pelle verde Gul'dan unisce i clan degli Orchi in un esercito chiamato Orda, con la promessa di guidarli in un nuovo mondo, Azeroth, tramite un portale magico. Tuttavia la magia di Gul'dan, il Vil, ha bisogno di sacrifici di vita per essere sostenuta e quindi aprire il portale, perciò lo stregone utilizza la forza vitale dei prigionieri Draenei e guida una brigata insieme al Capoguerra Manonera con l'obiettivo di costruire un altro portale e catturare prigionieri dall'altra parte da sacrificare per aprirlo e portare l'intera Orda su Azeroth. Anche se dubbiosi, Durotan, capo del clan dei Lupi Bianchi, la sua compagna incinta Draka, il suo amico Orgrim Martelfato e il resto del clan dei Lupi Bianchi entrano nella milizia d'avanscoperta. Una volta attraversato il portale Draka ha le doglie e Gul'dan usa il Vil per salvare il neonato morente, trasformando la sua pelle da marrone a verde, come ha già fatto con gran parte dell'Orda per rendere gli Orchi più potenti.
Anduin Lothar, comandante militare del regno di Roccavento e fratello della Regina Taria, riceve notizie di attacchi ai danni di villaggi umani e incontra il giovane mago Khadgar che gli rivela che essi sono stati uccisi usando il Vil. Khadgar persuade lui e il re di Roccavento Llane Wrynn a chiedere l'aiuto di Medivh, potente mago e leggendario Guardiano del regno. Questi si rivela preoccupato della situazione e il re ordina loro di indagare su questi attacchi e capire cosa hanno di fronte.
Seguendo le tracce degli orchi, la squadra di ricerca cade in un'imboscata, ma Medivh usa un incantesimo per uccidere gli orchi contaminati dal Vil. Con gli orchi rimanenti in fuga, Khadgar prende prigioniera Garona, una mezz'orchessa schiava di Gul'dan. Tornati a Roccavento, Garona spiega a tutti il piano di Gul'dan. Re Llane ordina alla mezz'orchessa di condurli dove si trova il portale all'accampamento degli Orchi, in cambio della sua libertà.
Durotan capisce che il Vil di Gul'dan è stato ciò che ha causato la morte di Draenor e che, se non verrà fermato, Azeroth subirà lo stesso destino. Confidandosi con l'amico Orgrim capisce di non avere la forza per sconfiggere Gul'dan, e perciò ipotizza di poter chiedere aiuto agli umani. Nel frattempo, studiando un libro trovato nella libreria di Medivh, Khadgar apprende che Gul'dan non può aver aperto il portale da solo e che ha avuto un aiuto da Azeroth.
Arrivati all'accampamento degli orchi, Lothar e i suoi uomini scoprono che il portale è già in costruzione, e che sono stati fatti migliaia di prigionieri da sacrificare per aprirlo. Durotan li sorprende e chiede a Garona di poter incontrare il capo degli umani e proporgli un'alleanza per sconfiggere Gul'dan. Re Llane, dopo avere tentato invano di convincere altri regni, elfi e nani ad aiutarli, accetta di incontrarsi con Durotan. Durante le loro negoziazioni vengono attaccati da Manonera e alcuni suoi guerrieri, avvisati da Orgrim che teme un'alleanza con gli umani. Mentre gli umani si ritirano, Medivh forma una barriera magica per proteggerli, ma il figlio di Lothar, Callan, rimane separato dal resto del gruppo e viene ucciso da Manonera. Medivh sviene per la stanchezza e viene portato alla sua torre da Khadgar e Garona. Quando il Guardiano rinviene, Khadgar nota il Vil nei suoi occhi e capisce ben presto che è lui che ha aiutato Gul'dan.
Intanto, il clan dei Lupi Bianchi viene accusato di avere tradito e massacrato dal resto dell'orda: Draka affida al corso di un fiume il figlio Go'el prima di morire e Durotan è fatto prigioniero.
Medivh, ormai corrotto dal Vil e posseduto da un demone, convince Llane ad attaccare il portale solo con alcuni uomini disponendo le altre legioni a difesa, sostenendo che avranno l'aiuto di Durotan e il suo clan. Lothar si oppone e alle provocazioni del mago cerca lo scontro con Medivh, venendo imprigionato per farlo calmare. Intanto Orgrim, pentito di non essersi fidato di Durotan, lo libera e questi sfida Gul'dan ad un mak'gora: tradizionale duello senza magia. Khadgar libera Lothar informandolo delle sue scoperte, e i due si teletrasportano alla torre di Medivh per fermarlo prima che riapra il portale. Gul'dan, in difficoltà, usa la magia per uccidere Durotan, scatenando l'ira degli altri orchi. Riesce tuttavia a mantenere il comando con la paura, uccidendo all'istante gli orchi ribelli. Inoltre fa assorbire il Vil a Manonera, rendendolo più forte. Gli umani attaccano il campo degli orchi nonostante capiscano che non riceveranno aiuto dai Lupi Bianchi, mentre Gul'dan inizia ad aprire il portale con Medivh.
Dopo un arduo scontro, Khadgar e Lothar riescono a ferire mortalmente Medivh. Libero dalla possessione, il guardiano con le ultime forze fa aprire il portale su Roccavento per permettere agli umani di ritirarsi con i prigionieri salvati. Medivh muore prima che Llane e Garona riescano a fuggire: ormai accerchiati, il re chiede alla mezz'orchessa di ucciderlo per essere riabilitata tra gli orchi e sopravvivere. Riluttante Garona lo uccide e viene riaccolta nell'Orda da Gul'dan. Lothar li raggiunge in sella al suo grifone e recupera il corpo di Llane, ma viene tramortito da Manonera che decide poi di sfidarlo in un mak'gora. Lothar ne esce vincitore, uccidendo Manonera, e Gul'dan ordina agli orchi di ucciderlo, ma questi si rifiutano, in quanto l'umano ha vinto il duello lealmente. Sarà Garona a convincere Gul'dan a lasciar andare Lothar, comprendendo che se non lo farà rischierà definitivamente di perdere il comando dell'Orda.
Tornato a Roccavento, Lothar convince Khadgar che Garona li ha traditi uccidendo il re. Durante i funerali Lothar, insieme alla regina Taria, proclama la nascita dell'Alleanza tra i sette regni di Azeroth. Altrove, la culla contenente Go'el viene trovata da un soldato umano sulla riva del fiume.

## Personaggi
Alleanza
- Travis Fimmel interpreta Anduin Lothar, protagonista dell'Alleanza. Costante e carismatico, Lothar è un cavaliere che ha sacrificato tutto per proteggere il suo regno.
- Ben Foster interpreta Medivh, l'attuale Guardiano di Tirisfal, un protettore misterioso e solitario che maneggia un formidabile potere magico.
- Dominic Cooper interpreta re Llane Wrynn, sovrano del regno umano di Roccavento e una figura di speranza per il suo popolo.
- Ben Schnetzer interpreta Khadgar, un giovane e talentuoso mago apprendista di Medivh.
- Ruth Negga interpreta lady Taria Wrynn, regina di Roccavento, sorella di Anduin, grande amore di Llane e sua consigliera più affidabile.
- Dylan Schombing interpreta il principe Varian Wrynn, figlio di Llane e successore del regno di Roccavento.
- Michael Adamthwaite interpreta Magni Barbabronzea, re dei Nani di Forgiardente

Orda
- Toby Kebbell interpreta Durotan, protagonista dell'Orda. Durotan è il nobile capoclan dei Lupi Bianchi, in lotta per salvare il suo popolo e la sua famiglia dal Concilio dell'Ombra e dalla distruzione del loro mondo.
- Robert Kazinsky interpreta Orgrim Martelfato, secondo in comando e amico di Durotan. Un Orco dalla straordinaria astuzia e tatticamente brillante, Orgrim è anche un guerriero coraggioso, destinato a brandire il leggendario Martelfato.
- Paula Patton interpreta Garona la Mezz'Orchessa, un'ibrida Orco/Draenei (che crede però di essere mezza umana) e collegamento tra l'Alleanza e l'Orda.
- Anna Galvin interpreta Draka, la compagna di Durotan e madre del loro figlio neonato Go'el.
- Daniel Wu interpreta Gul'dan, un sinistro stregone Orco e capo del Concilio dell'Ombra. Guidato da un bramoso desiderio di potere, orchestra le azioni dell'Orda da dietro le quinte.
- Clancy Brown interpreta Manonera, capoclan dei Roccianera e Capoguerra dell'Orda.
- Terry Notary interpreta Grommash Malogrido, capoclan dei Cantaguerra.

Altri
- Callum Keith Rennie interpreta Moroes, il castellano che gestisce l'arcana roccaforte di Medivh a Karazhan.
- Burkely Duffield interpreta Callan Lothar, il figlio di Anduin.
- Dean Redman interpreta Varis, un cavaliere umano.
- Ryan Robbins interpreta Karos

Camei
- Elena Wurlitzer interpreta una madre Draenei.
- Glenn Close interpreta Alodi, in una visione del mago Khadgar.
- Toby Kebbell, oltre a interpretare Durotan, ha recitato anche nei panni dell'Arcimago Antonidas in un cameo.
- Dean Redman interpreta un Lupo Bianco prigioniero.
- Chris Metzen, il principale autore della storia dell'Universo di Warcraft e doppiatore storico di alcuni dei personaggi dei videogiochi Blizzard, ha interpretato un mercante di Roccavento in un cameo[1]. La scena è stata però tagliata dall'edizione cinematografica.
- In alcune scene compaiono Kargath Manotagliente, capoclan dei Manomozza e Kilrogg Occhiotetro capoclan dei Guerci Insanguinati, anche se i loro interpreti sono sconosciuti.

## Produzione

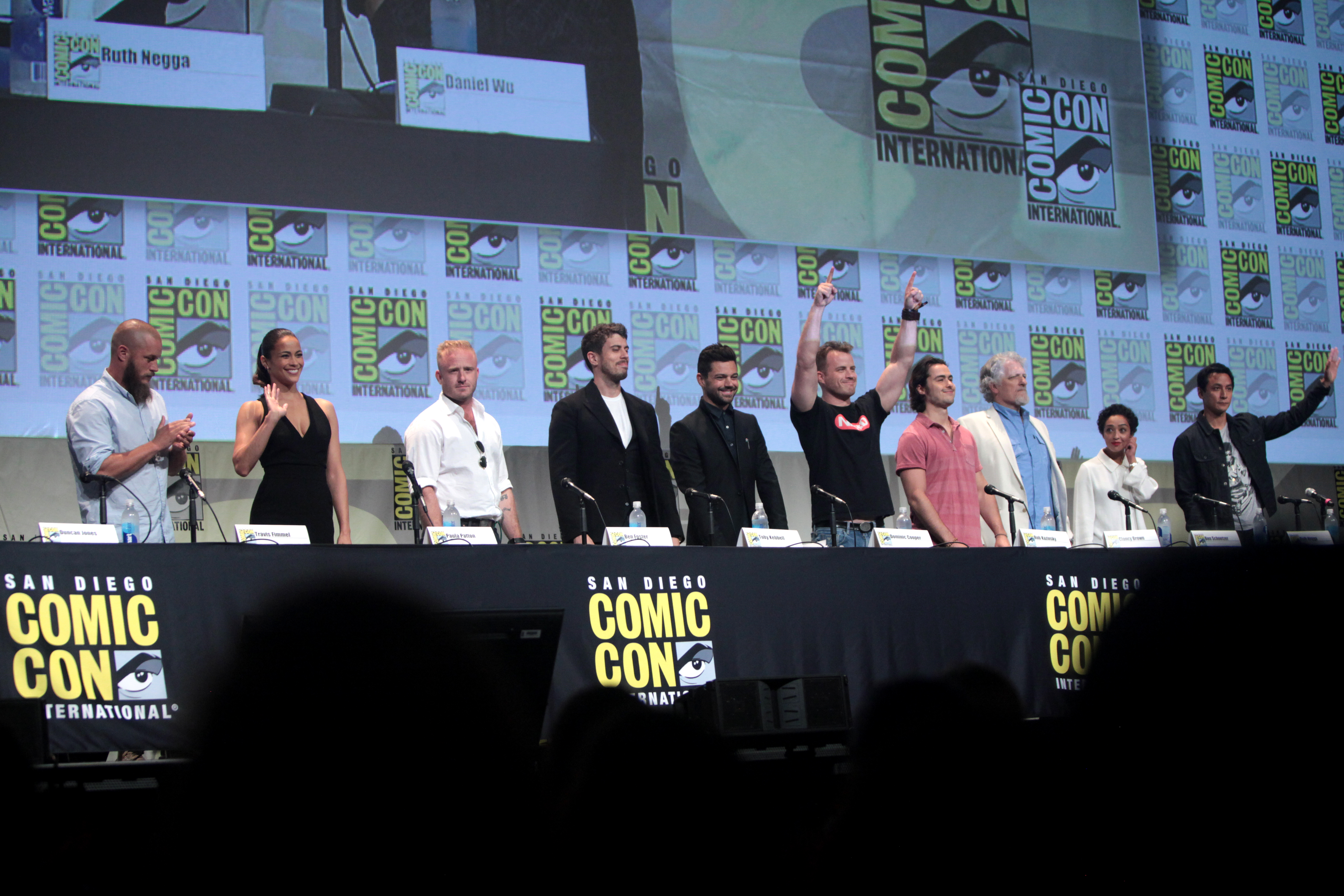
Il cast al CinemaCon nel 2015

### Sviluppo
Durante la conferenza stampa del 9 maggio 2006, viene annunciato che Legendary Pictures aveva acquisito i diritti per adattamenti cinematografici della storia di Warcraft, e che Blizzard Entertainment avrebbe svolto un ruolo di consulenza per lo sviluppo degli stessi, di cui uno, in live-action, era già in programma. All'annuale convegno BlizzCon del 2008, Michael Morhaime conferma che la sceneggiatura del film era in fase di scrittura.
L'idea di partenza per la trama era di ambientarla ai tempi della Prima guerra, cioè gli eventi di Warcraft: Orcs & Humans, ma è stata accantonata per le troppe somiglianze con la saga de Il Signore degli Anelli e per il fatto che Warcraft era più famoso per i contenuti di World of Warcraft (la cui storia è ambientata svariati anni dopo). Al BlizzCon del 2007, Chris Metzen dichiara che la storia sarà raccontata dal punto di vista dell'Alleanza e che il protagonista sarà un umano descritto come un "anti-Thrall".
L'uscita del film viene dapprima fissata per il 2009, poi viene spostata al 2011. Il 22 luglio 2009 viene annunciato come regista Sam Raimi, che si ritira dal progetto nel luglio 2012, essendosi impegnato con le riprese de Il grande e potente Oz.
La produzione rimane in stallo fino a fine gennaio 2013, quando Duncan Jones viene annunciato come nuovo regista. Raimi spiegò successivamente di aver fatto gran parte del lavoro di pre-produzione con lo sceneggiatore Robert Rodat, ma di aver abbandonato la regia del film a causa di una cattiva gestione da parte di Blizzard Entertainment.
Un concept trailer, rappresentante una schermaglia fra un umano e un orco, viene presentato alla San Diego Comic-Con International nel luglio 2013. Nei mesi seguenti vengono rivelati svariati membri del cast, in particolare Travis Fimmel, che a ottobre viene confermato nella parte del protagonista. Nel novembre 2013, durante il BlizzCon, vengono mostrate alcune concept art del film raffiguranti Draenor, Forgiardente, Roccavento e Dalaran, e viene annunciato che la trama ruoterà attorno ai personaggi di Durotan e Anduin Lothar, ai tempi della Prima Guerra: nella stessa occasione, viene anche confermato che il film sarà realizzato utilizzando sia le tecniche di grafica computerizzata sia il live-action, e in particolare che gli orchi saranno rappresentati da attori così da aver la stessa emotività degli umani.
Il film doveva durare originariamente 2 ore e 40 minuti, ma è stato ridotto a 2 ore e 3 minuti in post-produzione. Il regista Duncan Jones ha tuttavia affermato che le scene tagliate potrebbero essere incluse in un'eventuale edizione home video estesa.

### Riprese
Le riprese sono iniziate il 13 gennaio 2014 e sono terminate il 23 maggio dello stesso anno, per un totale di 123 giorni di riprese.

### Effetti speciali
Gli effetti visivi, che sono presenti in più di mille inquadrature del film, sono stati forniti dalla celebre Industrial Light & Magic, il cui team ha catturato istantanee e scansioni degli attori e le ha integrate con alcune immagini fornite dagli artisti della Blizzard Entertainment.

## Colonna sonora
Ad inizio ottobre 2014, il regista Jones e la Legendary Pictures annunciano che la colonna sonora del film sarà composta da Ramin Djawadi.

## Promozione
Il 3 novembre 2015 viene diffuso il primo teaser trailer del film, assieme all'annuncio dell'uscita del primo trailer fissato per il venerdì seguente, 6 novembre.
Il 2 novembre viene diffuso il primo poster ufficiale italiano dalla Universal Pictures, che svela il titolo Warcraft - L'inizio per l'edizione italiana.

## Distribuzione
La pellicola, inizialmente programmata per il 18 dicembre 2015, viene posticipata per evitare di sovrapporsi con Star Wars - Il risveglio della Forza e viene distribuita nelle sale cinematografiche statunitensi a partire dal 10 giugno 2016, e, in origine previsto nel maggio dello stesso anno in Italia. Viene poi confermata la nuova data d'uscita italiana per il 1º giugno 2016.

## Accoglienza

### Incassi
Il film ha incassato 47365290 $ nel Nord America e 391683624 $ nel resto del mondo, per un totale di 439048914 $, diventando il film tratto da un videogame con il più alto incasso di sempre, superato poi da Super Mario Bros. - Il film nel 2023.

### Critica
Il film è stato accolto in modo negativo da parte della critica. Sul sito Rotten Tomatoes ottiene il 29% delle recensioni professionali positive, basato su 235 recensioni e con un voto medio di 4,4/10. Su Metacritic ha un punteggio di 32 su 100 basato su 40 recensioni.

## Riconoscimenti
- 2016 - Annie Award[29]
  - Candidatura per i migliori effetti animati in un film live action
  - Candidatura per il miglior personaggio animato in un film live action
- 2017 - Visual Effects Society[30]
  - Candidatura per i migliori effetti speciali animati in un film
- 2017 - Motion Picture Sound Editors[31]
  - Miglior montaggio sonoro per la colonna sonora